# Cloazonism

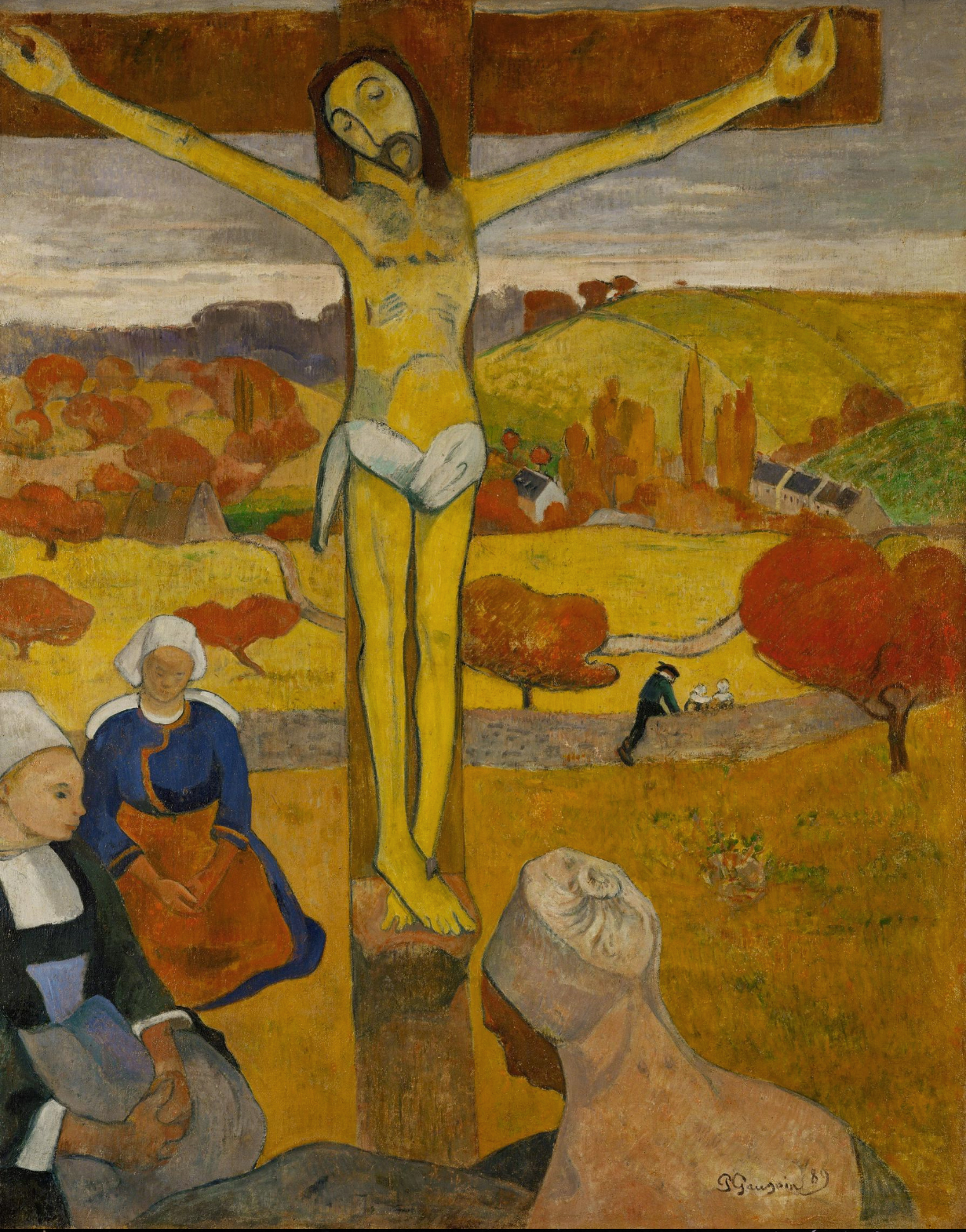
Hristos cel galben - de Paul Gauguin (1889)

Cloazonism din francezul Cloisonnisme este un stil de pictură postimpresionistă cu forme îndrăznețe și plate, separate prin contururi întunecate. Termenul a fost inventat de către criticul de artă Edouard Dujardin cu ocazia Salonului Independenților (Salon des indépendants) din martie 1888.

## Artiști vizuali semnificativi
Artiști ca Émile Bernard, Louis Anquetin, Paul Gauguin, Paul Sérusier și alții, au început să picteze în acest stil la sfârșitul secolului al XIX - lea. Numele evocă tehnica cloisonné care este folosită în prelucrarea emailului: aceasta constă în turnarea de email în mici despărțituri sau compartimente metalice, în funcție de motivul decorativ. Mulți dintre pictori au  descris lucrările lor ca aparținând stilului denumit Sintetism de care, de altfel, cloazonismul este o mișcare strâns legată.
În lucrarea Hristos cel galben (The Yellow Christ) din anul 1889, care este una din picturile considerate a fi tipice acestui stil, Paul Gaugain a redus imaginea la zonele de culori unice, separate prin contururi negre. La picturile care definesc cloazonismul se acordă o atenție redusă perspectivei clasice și se elimină tonurile subtile de culoare, care fac parte integrantă din principiile postrenascentismului în pictură.
Separarea „cloisonnistă” a culorilor reflectă o apreciere pentru discontinuitate care este caracteristică modernismului.

## Galerie de imagini

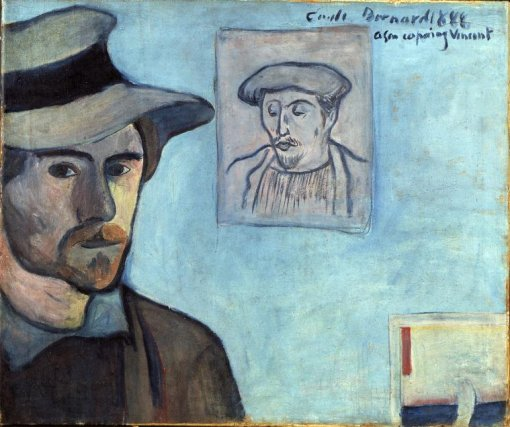
Émile Bernard Autoportret cu portretul lui Gauguin, dedicat lui Vincent van Gogh. Bernard, 1888
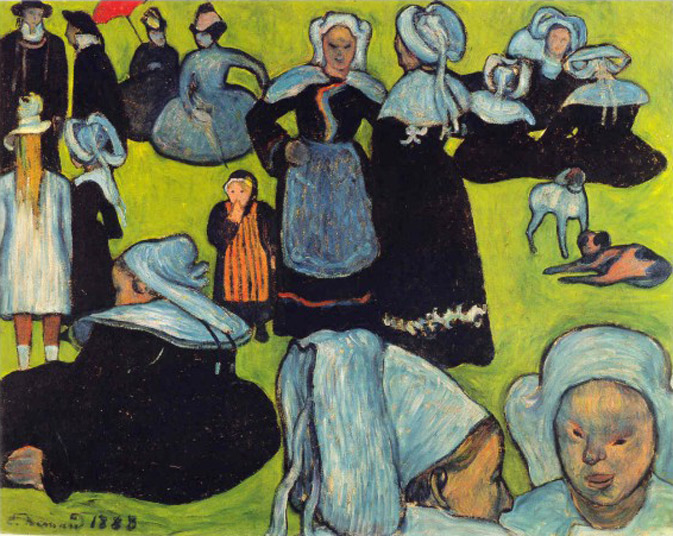
Émile Bernard, Femeile bretone din Lunca, August 1888
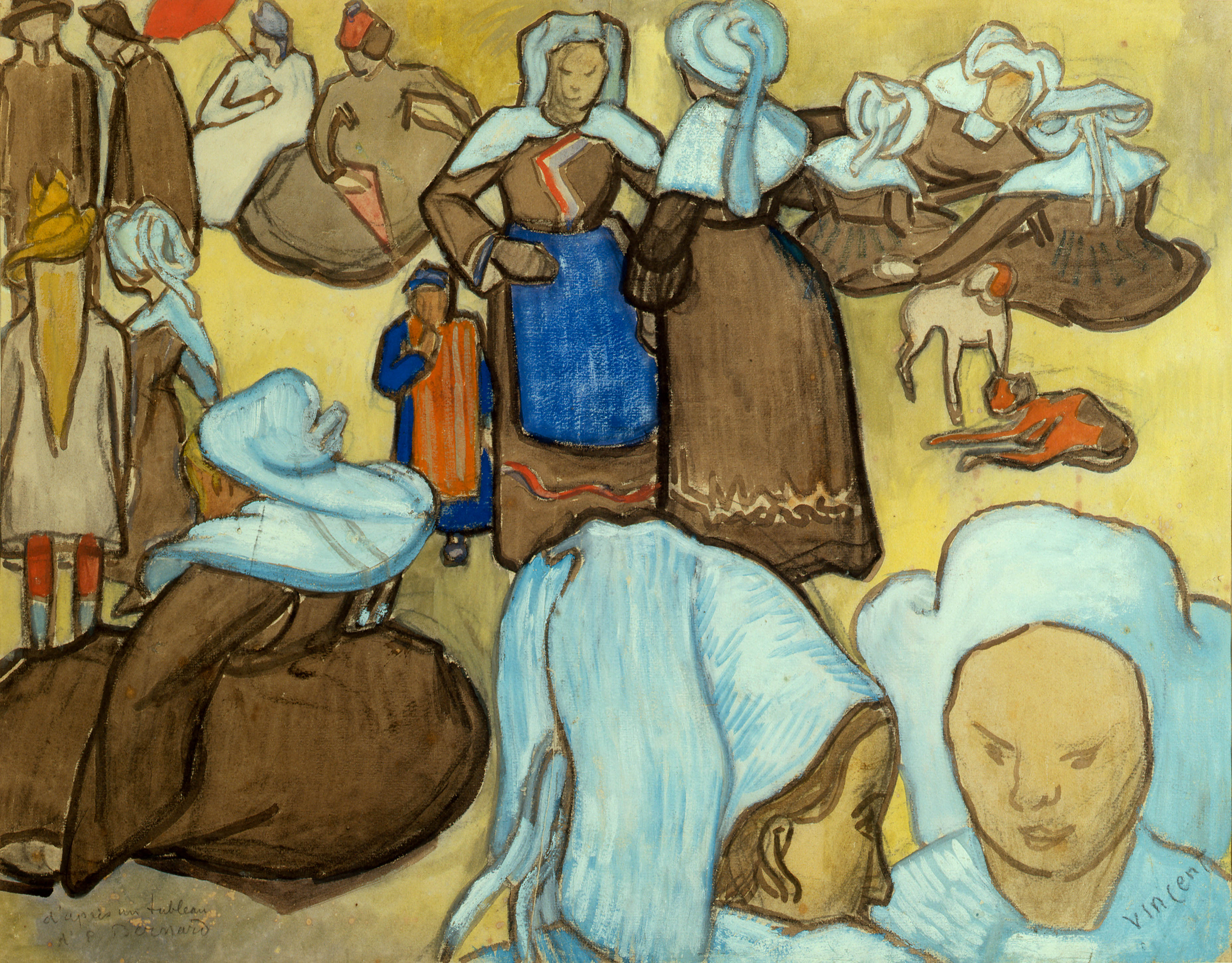
Vincent van Gogh, Femei bretone și copii, noiembrie 1888
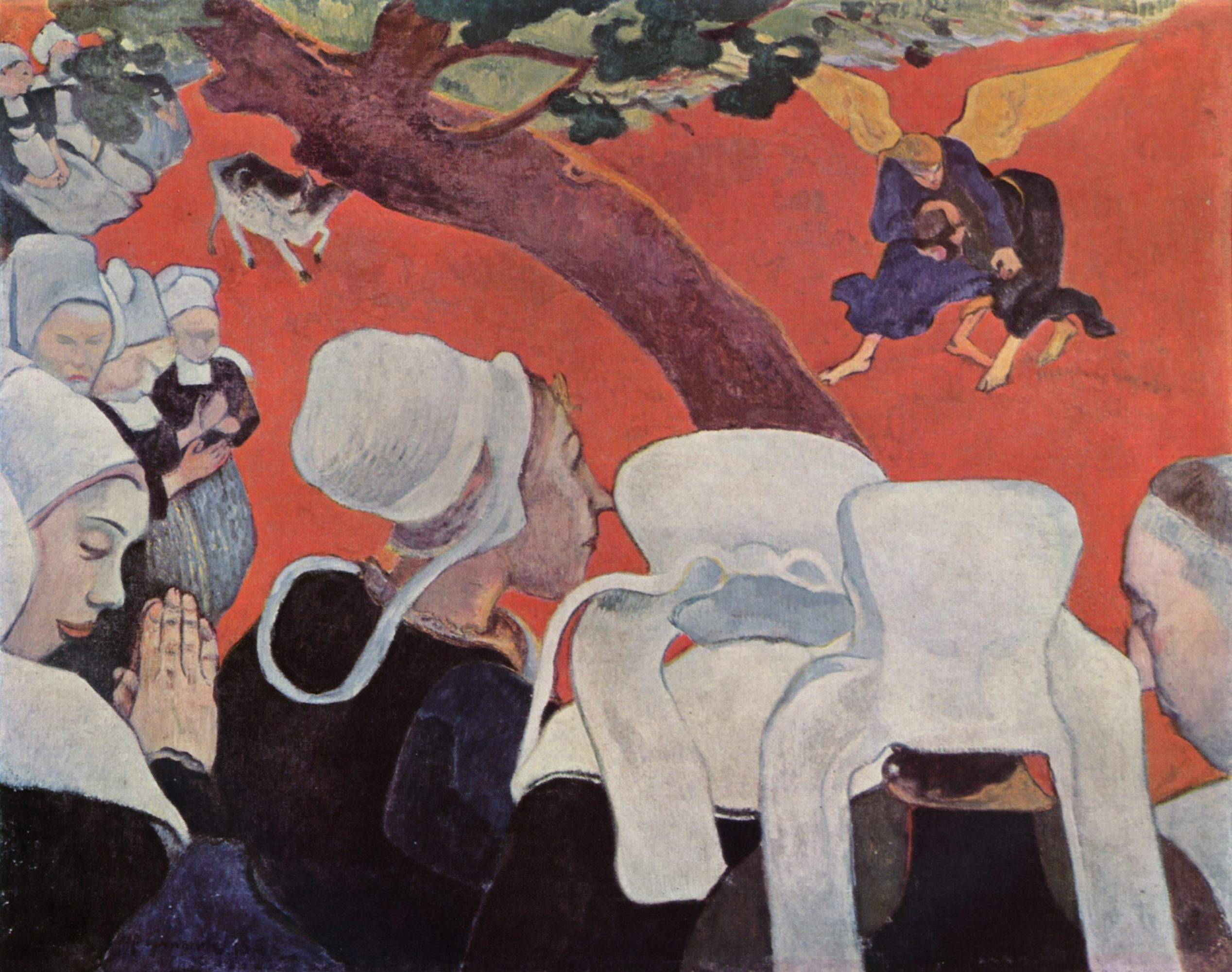
Paul Gauguin,  1888
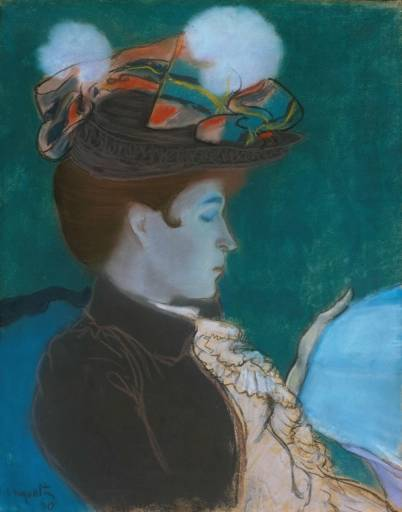
Louis Anquetin, Femeie care citește 1890
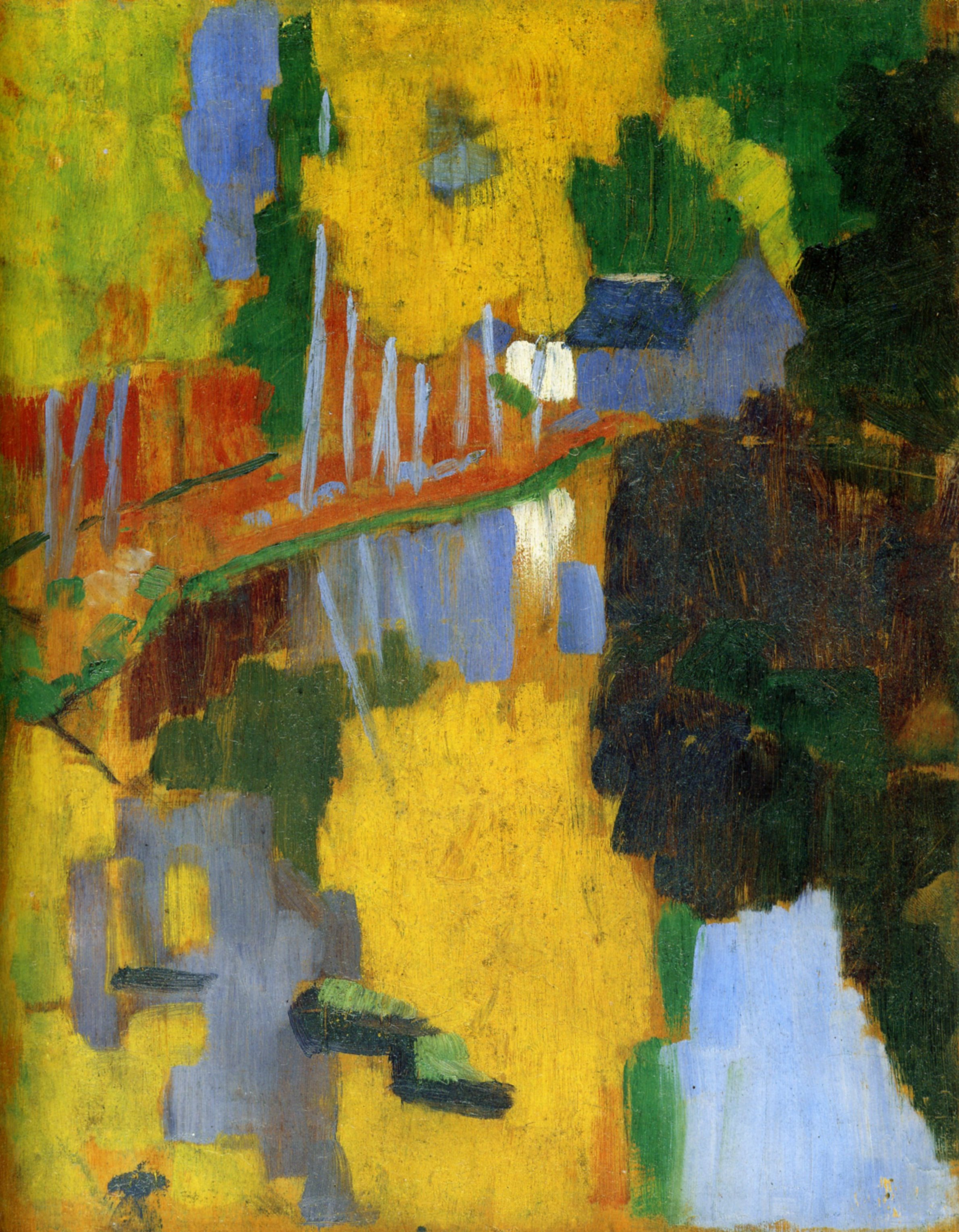
Paul Sérusier, Talismanul / Le Talisman, 1888